# Nautilus (rivista statunitense)
The Nautilus è stata una rivista statunitense attiva nell'ambito del movimento del New Thought.

## Storia
Fondata nel 1898 da Elizabeth Towne, nel maggio del 1900 la sede della rivista fu trasferita a Holyoke (Massachusetts), dove rimase fino alla cessazione delle pubblicazioni avvenuta nel 1953, quando la Towne si ritirò dall'editoria all'età di 88 anni.
Alcuni degli articoli che erano apparsi sulla rivista a puntate furono in seguito pubblicati in forma di libro dalla casa editrice della Towne, la Elizabeth Towne Company, generalmente con l'aggiunta di introduzioni.
Tra gli autori che nel corso degli anni scrissero articoli per il Nautilus troviamo, oltre alla Towne stessa:
- William Walker Atkinson
- Kate Atkinson Boehme
- Florence Tabor Critchclow
- Paul Ellsworth
- Orison Swett Marden
- Edwin Markham
- Thomas J. Shelton
- William Towne
- Wallace Wattles